# Microanticuerpo
Un microanticuerpo es una cadena corta artificial de aminoácidos copiada de un anticuerpo natural completamente funcional.
Los anticuerpos son producidos por el sistema inmune y juegan un papel clave en la lucha contra las infecciones de bacterias y virus. Se pueden usar para tratar infecciones mediante el uso de inyecciones con plasma sanguíneo que contienen grandes cantidades de ellos. El uso de anticuerpos naturales completos presenta muchos problemas: 
- Solo pueden ser producidos por células vivas y este proceso es difícil de controlar a escala industrial,
- Son moléculas grandes y después de la administración por inyección, no se difunden fácilmente desde la sangre a los tejidos y otros sitios de infecciones donde se necesitan.[3]

Por su parte, los microanticuerpos pueden sintetizarse químicamente y su tamaño les permite salir rápidamente de la circulación sanguínea y llegar a los sitios de infección en los tejidos. También son poco inmunogénicos y no estimulan una respuesta inmunitaria en el huésped. Los problemas de producción persisten, pero los microanticuerpos tienen el potencial de convertirse en una forma de tratamiento importante contra infecciones.

## Trasfondo
Las vacunas se utilizan para prevenir infecciones al estimular la propia inmunidad del cuerpo, que incluye la producción de anticuerpos que destruyen agentes infecciosos como bacterias y virus. Algunas infecciones pueden prevenirse o tratarse con anticuerpos derivados de otras fuentes, como donaciones de sangre o anticuerpos monoclonales fabricados en laboratorios. Esto se llama inmunoterapia pasiva. Sin embargo, estos tratamientos tienen problemas inherentes; el anticuerpo pasivo expone el cuerpo a proteínas extrañas y, aunque los anticuerpos monoclonales se pueden humanizar, todavía pueden invocar una respuesta inmunitaria. Sin embargo, solo regiones relativamente pequeñas en las moléculas de anticuerpos están involucradas en el reconocimiento e inactivación de patógenos. Los microanticuerpos son moléculas sintéticas más pequeñas que imitan estas regiones, pero no tienen las regiones más grandes en los anticuerpos que inducen una respuesta inmunitaria.

## Prototipo
Se ha elaborado un microanticuerpo a partir de un anticuerpo monoclonal producido en células de ratón. Este anticuerpo inactiva el VIH in vitro.